# ادیپراندا
ادیپراندا (به انگلیسی: Adiperanda) در هند است که در کرالا واقع شده‌است.